# 拉斯金 (喬治亞州)
拉斯金（英語：Ruskin）是位於美國喬治亞州韋爾縣的一個非建制地區。該地的面積和人口皆未知。

## 地理
拉斯金的座標為31°09′05″N 82°26′41″W / 31.15139°N 82.44472°W，而該地的平均海拔高度為44米（即144英尺）。